# 엘모 링컨

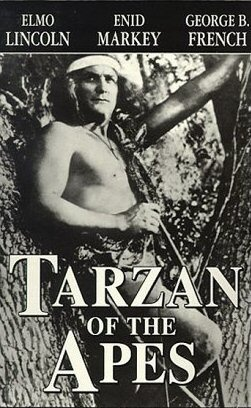

엘모 링컨(Elmo Lincoln, 1889년 2월 6일 ~ 1952년 6월 27일)은 미국의 영화배우이다.
로체스터에서 태어났으며 로스앤젤레스에서 사망하였다. 사인은 심근 경색이다. 할리우드 포에버 공동묘지에 매장되었다.

## 영화
- 아이언 맨 (1951년)
- 타잔의 마천 (1949년)
- 뉴욕으로 간 타잔 (1942년)
- 타잔 - 엘모 린콘 편 3 (1921년)
- 타잔 - 엘모 린콘 편 2 (1918년)
- 타잔 - 엘모 린콘 편 1 (1918년)
- 인톨러런스 (1916년)